# 大分地方気象台
大分地方気象台（おおいたちほうきしょうだい）は、大分県大分市にある地方気象台である。福岡管区気象台の管轄に属し、大分県全域を管轄とする。

## 概要
福岡管区気象台の管轄下で、大分県の陸上及び沿岸海域における以下の気象業務を行っている。
- 観測業務
  - 地上気象観測
  - 生物季節観測
  - 地域気象観測
- 予報業務
- 地震・津波・火山業務
  - 地震・津波業務
  - 火山防災業務
- 防災業務[1]

## 組織
- 大分地方気象台長
  - 次長
  - 業務・危機管理官
    - 業務係

  - 観測予報管理官
    - 予報官
    - 気象情報官
    - 主任技術専門官
    - 技術専門官
    - 現業班

  - 防災管理官
    - 調査官
    - 防災気象官
    - 土砂災害気象官
    - 水害対策気象官
    - 地震津波防災官
    - 防災業務係
    - 防災指導係
    - 防災情報係
    - 火山防災調整係

## 所在地
- 〒870-0023 大分市長浜町3丁目1番38号

## 沿革
- 1887年（明治20年）1月10日 - 大分市荷揚町の府内城南櫓を改装し、大分県大分測候所を設置[1][2][3]。
- 1908年（明治41年）1月1日 - 現在地に新築移転[1]。
- 1938年（昭和13年）10月1日 - 文部省に移管されるとともに、中央気象台大分測候所に改称[1]。
- 1943年（昭和18年）11月1日 - 文部省から運輸通信省に移管される[1]。
- 1954年（昭和29年）3月31日 - 大野郡三重町大字小坂に大分測候所三重雨量通報所を設置[4]。
- 1957年（昭和32年）9月1日 - 大分地方気象台に昇格[1]。
- 1970年（昭和45年）3月30日 - 鉄筋コンクリート構造地上3階建の庁舎を新築[1]。
- 2010年（平成22年）5月27日 - 気象庁が警報・注意報を地域毎から市町村毎の発表に改めたのに伴い、これまで中部、北部、西部（日田玖珠、竹田市）、南部（佐伯市、豊後大野市）の6地域で発表していた警報・注意報を市町村毎の発表とする[5][6]。

## 特別警報・警報・注意報や天気予報の発表区域
- 北部 - 中津市、宇佐市、豊後高田市、国東市、姫島村
- 中部 - 大分市、別府市、杵築市、由布市、臼杵市、津久見市、日出町
- 西部
  - 日田玖珠 - 日田市、玖珠町、九重町
  - 竹田市 - 竹田市
- 南部
  - 豊後大野市 - 豊後大野市
  - 佐伯市 - 佐伯市

## 観測所
凡例
〇は観測項目
△は委託観測
| 観測所名               | 所在地                       | 観測要素 | 観測要素 | 観測要素 | 観測要素 | 観測要素 | 予報細分区域     | 備考                                                                                    |
| 観測所名               | 所在地                       | 降 水 量 | 気 温    | 風       | 日 照    | 積 雪    | 予報細分区域     | 備考                                                                                    |
| ---------------------- | ---------------------------- | -------- | -------- | -------- | -------- | -------- | ---------------- | --------------------------------------------------------------------------------------- |
| 大分地方気象台         | 大分市長浜町3丁目1番38号     | 〇       | 〇       | 〇       | 〇       | 〇       | 中部             |                                                                                         |
| 国見地域気象観測所     | 国東市国見町中               | 〇       | 〇       | 〇       | 〇       |          | 北部             |                                                                                         |
| 中津地域気象観測所     | 中津市大字定留               | 〇       | 〇       | 〇       | 〇       | △        | 北部             |                                                                                         |
| 豊後高田地域気象観測所 | 豊後高田市呉崎               | 〇       | 〇       | 〇       | 〇       |          | 北部             |                                                                                         |
| 耶馬渓地域雨量観測所   | 中津市耶馬渓町大島           | 〇       |          |          |          |          | 北部             |                                                                                         |
| 院内地域気象観測所     | 宇佐市院内町山城             | 〇       | 〇       | 〇       | 〇       |          | 北部             |                                                                                         |
| 杵築地域気象観測所     | 杵築市大字本庄               | 〇       | 〇       | 〇       | 〇       |          | 中部             |                                                                                         |
| 日田特別地域気象観測所 | 日田市三本松                 | 〇       | 〇       | 〇       | 〇       | △        | 西部・日田玖珠   | かつては日田測候所だったが、2001年3月1日の無人化により 日田特別地域気象観測所となった。 |
| 玖珠地域気象観測所     | 玖珠郡玖珠町大字帆足         | 〇       | 〇       | 〇       | 〇       |          | 西部・日田玖珠   |                                                                                         |
| 湯布院地域気象観測所   | 由布市湯布院町川南屋敷下     | 〇       | 〇       | 〇       | 〇       |          | 中部             |                                                                                         |
| 佐賀関地域雨量観測所   | 大分市大字佐賀関字太田       | 〇       |          |          |          |          | 中部             |                                                                                         |
| 椿ヶ鼻地域雨量観測所   | 日田市前津江町大野字ウスギ   | 〇       |          |          |          |          | 西部・日田玖珠   |                                                                                         |
| 臼杵地域雨量観測所     | 臼杵市大字諏訪字北ヶ迫       | 〇       |          |          |          |          | 中部             |                                                                                         |
| 犬飼地域気象観測所     | 豊後大野市犬飼町田原         | 〇       | 〇       | 〇       | 〇       |          | 南部・豊後大野市 |                                                                                         |
| 竹田地域気象観測所     | 竹田市大字会々               | 〇       | 〇       | 〇       | 〇       |          | 西部・竹田市     |                                                                                         |
| 佐伯地域気象観測所     | 佐伯市字剣崎                 | 〇       | 〇       | 〇       | 〇       | △        | 南部・佐伯市     |                                                                                         |
| 宇目地域気象観測所     | 佐伯市宇目大字重岡           | 〇       | 〇       | 〇       | 〇       |          | 南部・佐伯市     |                                                                                         |
| 蒲江地域気象観測所     | 蒲江蒲江浦                   | 〇       | 〇       | 〇       | 〇       |          | 南部・佐伯市     |                                                                                         |
| 武蔵地域気象観測所     | 国東市武蔵町大字糸原字大海田 | 〇       | 〇       | 〇       |          |          | 北部             | 大分空港内に設置                                                                        |

## 交通
- バス - 大分バス舞鶴町停留所から徒歩約5分、錦町三丁目停留所から徒歩約10分